# Gene Sharp
Pour les articles homonymes, voir Sharp.
Gene Elmer Sharp (né le 21 janvier 1928 et mort le 28 janvier 2018) est un politologue américain connu pour ses nombreux écrits sur la lutte non-violente. Il a été parfois surnommé le « Machiavel de la non-violence » ou le « Clausewitz de la guerre nonviolente ».
Dans l'esprit de la doctrine Reagan sur la « promotion de la démocratie » dans le monde, il fonde en 1983 l'Albert Einstein Institution, une association sans but lucratif qui étudie et promeut la résistance nonviolente dans les zones de conflits. L'organisme est financé par le gouvernement américain par l'intermédiaire de la National Endowment for Democracy (NED) et de l'International Republican Institute (IRI). En 2012, il reçoit le Right Livelihood Award pour « avoir développé et articulé les principes fondamentaux et les stratégies de résistances non-violentes et les avoir diffusés dans des zones en conflit. »

## Biographie

### Contribution aux mouvements protestataires
L'enseignement de Gene Sharp a influencé de nombreux mouvements protestataires autour du monde. Un exemple est l'ensemble des Révolutions de couleur en Europe de l'Est. Le manuel De la dictature à la démocratie (en anglais From Dictatorship to Democracy, 1993, traduit en 34 langues) a servi de base pour les campagnes des mouvements Otpor en Serbie, Kmara en Géorgie, Pora en Ukraine, Kelkel au Kirghizistan et Zubr en Biélorussie.
Les écrits de Sharp sur la défense nonviolente ont été utilisés par les gouvernements de Lituanie, de Lettonie et d'Estonie au temps de leur séparation d'avec l'Union soviétique en 1991. Ces méthodes ont aussi été utilisées en Tunisie, en Égypte et même en Syrie durant les premiers mois de la rébellion avant que les émeutes ne tournent à la violence. Plus généralement, on peut dire la moitié des grands conflits dans le monde se traitent actuellement selon les méthodes de lutte nonviolente. Plus d'une centaine peuvent être cités.

### Analyse politique et la résistance nonviolente
Le livre le plus connu de Gene Sharp, Les politiques de l'action non-violente (en anglais The Politics of Nonviolent Action, 1973), offre une analyse politique pragmatique de l'action non-violente comme méthode utilisant le pouvoir dans un conflit. Son idée centrale est que le pouvoir ne provient pas d'une quelconque qualité inhérente aux leaders d'un pays. Pour lui, comme pour Etienne de la Boétie avant lui, le pouvoir d'un gouvernement ne tient qu'à l'obéissance de ses sujets. Si ces derniers refusent d'obéir le pouvoir n'existe plus. Sharp identifie et analyse les sources du pouvoir : l'autorité, l'adhésion, les compétences, les moyens matériels, les sanctions et les facteurs intangibles. Elles sont les piliers du pouvoir si bien que, lorsqu'elles disparaissent, le pouvoir s'affaiblit et peut même s'effondrer.
Ces piliers sont aux mains du peuple. qui, s'il le décide et s'organise, peut les ébranler. Ces structures de pouvoir disposent de systèmes spécifiques pour encourager ou obtenir l'obéissance de ses sujets, ex. police, tribunaux, sanctions (emprisonnement, amendes, ostracisme) et récompenses (titres, santé, honneurs). Sharp montre ensuite, à partir de l'étude fine des expériences passées, comment des peuples ont réussi à gagner contre de grandes puissances. Il montre l'importance du choix des objectifs de lutte et de la stratégie. Celle-ci est tout à fait essentielle et doit être étudiée et conçue après analyse poussée de la situation. Elle requiert les plus grands soins. Il montre les erreurs qui ont été commises comme aussi les raisons des succès.

### Démentis
Son influence lors des récents mouvements de renversement de dictatures ou de régimes démocratiques (Ukraine, Géorgie etc.) ont été à la base de critiques décrivant Sharp comme un instrument de la politique internationale des États-Unis. L'Institution Albert Einstein a publié plusieurs études et témoignages en réponse à ces critiques montrant qu'il n'en est rien. Il y a d'abord les démentis de Gene Sharp lui-même, suivi de l'étude du professeur Stephen Zunes, chercheur en relations internationales.De plus, le travail de Caroline Fourest, qui, dans son émission sur France 5 du 5 février 2013, montre qu'il s'agit là de l'une des théories du complot. On peut aussi s'en convaincre auprès du site Irenees et surtout auprès de l'École de la paix de Grenoble. qui travaille en collaboration avec Sharp et son Institution Albert Einstein à Boston.
La vérité est que Sharp et son équipe sont des chercheurs, non des activistes. Ils donnent des idées et des recommandations mais n'interviennent pas sur le terrain des luttes. Les choix stratégiques appartiennent toujours aux peuples concernés. Il n'en demeure pas moins que les peuples en lutte demandent des subventions aux grandes ONG américaines ou européennes, et que ces ONG (parfois infiltrées et instrumentalisées par les services spéciaux d'Etats) promeuvent les méthodes de Sharp pour des raisons humanitaires, pour les droits de l'Homme ou pour des intérêts géopolitiques d'Etats étrangers.

## Œuvres
Des textes de Gene Sharp ont paru dans au moins 34 langues. En Chine, l'avocat Tang Jingling a été arrêté pour avoir diffusé des ouvrages de Sharp.

### Ouvrages originaux en anglais
- Gandhi Wields the Weapon of Moral Power: Three Case Histories, avant-propos d'Albert Einstein. Introduction de Bharatan Kumarappa. Ahmedabad: Navajivan Publishing House, 1960. (OCLC 2325889)
- Civilian Defense: An Introduction, (Adam Roberts (en), T. K. Mahadevan & Gene Sharp, eds.). Introductory statement du président Sarvepalli Radhakrishnan. Bombay: Bharatiya Vidya Bhavan et New Delhi : Gandhi Peace Foundation, 1967. (OCLC 2904885)
- Exploring Nonviolent Alternatives, Introduction de David Riesman. Boston : Porter Sargent, 1970.
- The Politics of Nonviolent Action, Introduction de Thomas C. Schelling. Preparé sous les auspices du Harvard University's Center for International Affairs. Boston : Porter Sargent (en), 1973.  (ISBN 978-0-87558-068-5)
  - I, Power and Struggle. 114 pp., juin 1973.  (ISBN 978-0-87558-070-8)
  - II, The Methods of Nonviolent Action. 348 pp., juin 1973.  (ISBN 978-0-87558-071-5)
  - III, Dynamics of Nonviolent Action. 466 pp. Boston : Porter Sargent, novembre 1985.  (ISBN 978-0-87558-072-2)
- Gandhi as a Political Strategist, with Essays on Ethics and Politics, introduction de Coretta Scott King. Boston : Porter Sargent, 1979.  (ISBN 978-0-87558-092-0) (OCLC 5591944)
- Social Power and Political Freedom, introduction du sénateur Mark O. Hatfield. Boston : Porter Sargent, 1980.  (ISBN 978-0-87558-091-3)
- National Security Through Civilian-based Defense, Omaha : Association for Transarmament Studies, 1985.  (ISBN 978-0-9614256-0-9)
- Making Europe Unconquerable: The Potential of Civilian-based Deterrence and Defense, Londres : Taylor & Francis, 1985.  (ISBN 978-0-85066-336-5) Seconde édition avec un avant-propos de George F. Kennan. Cambridge, MA : Ballinger, 1986.
- Resistance, Politics, and the American Struggle for Independence, 1765-1775, (Walter Conser, Jr., Ronald M. McCarthy et David J. Toscano, & Gene Sharp, éd.). Boulder, CO : Lynne Rienner Publishers, 1986.  (ISBN 0931477751)
- Civilian-Based Defense: A Post-Military Weapons System, avec l'assistance de Bruce Jenkins, Princeton, New Jersey : Princeton University Press, 1990.  (ISBN 978-0-691-07809-0)
- From Dictatorship to Democracy: A conceptual framework for liberation, The Albert Einstein Institution, 2003.  (ISBN 978-1-880813-09-6) (première publication en 1994)
- Nonviolent Action: A Research Guide, avec Ronald McCarthy, New York : Garland Publishers, 1997.
- There are realistic alternatives, 2003.  (ISBN 1-880813-12-2). Accessible en e-book et sur LibriVox audiobook.
- Waging Nonviolent Struggle: 20th Century Practice and 21st Century Potential avec Joshua Paulson, Extending Horizons Books, 2005.  (ISBN 978-0-87558-162-0) (présentation en ligne )
- Self-Liberation: A Guide to Strategic Planning for Action to End a Dictatorship or Other Oppression avec l'assistance de Jamila Raqib, First Edition, Boston, MA : The Albert Einstein Institution, novembre 2009.  (ISBN 978-1-88-081323-2). Accessible en e-book.
- Sharp's Dictionary of Power and Struggle. Oxford University Press, 2011.  (ISBN 978-0-19-982988-0)

### Ouvrages traduits en français
Certains ouvrages sont disponibles au format PDF sur le site de l'Albert Einstein Institution.
- La guerre civilisée : La défense par actions civiles [« Civilian-Based Defense: A Post-Military Weapons System »], Grenoble, UG, 1995, 192 p. (ISBN 978-2-7061-0623-1) (avec l'assistance de Bruce Jenkins)
- Gene Sharp, A la recherche d'une solution au problème de la guerre, Alternatives non violentes, 1980Pages 3-16 in : Alternatives non violentes, no 39, décembre 1980. - Version révisée d'un article paru dans The Future of Collective Violence (Lund, Suède, Studentlitteratur, 1974) et à paraître dans Social Power and Political Freedom, trad. Ch. Mellon
- La force sans la violence [« There are realistic alternatives »]  (trad. de l'anglais), Paris, Éditions L'Harmattan, coll. « La librairie des humanités », 16 novembre 2009, 100 p. (ISBN 978-2-296-10870-7)
- L'anti-coup d'Etat [« The Anti-Coup »]  (trad. de l'anglais), Paris, Éditions L'Harmattan, coll. « La librairie des humanités », 16 novembre 2009, 110 p. (ISBN 978-2-296-10871-4, lire en ligne)
- De la dictature à la démocratie : un cadre conceptuel pour la libération [« From Dictatorship to Democracy :  Conceptual Framework for Liberation »]  (trad. de l'anglais), Paris, Éditions L'Harmattan, coll. « La librairie des humanités », 7 décembre 2009, 137 p., 22 cm (ISBN 978-2-296-10872-1, BNF 42111853, lire en ligne)
- La lutte nonviolente - Pratiques pour le XXIe siècle, éditions Ecosociété, Montréal, 2015,  (ISBN 978-2-89719-216-7)
- http://www.ecoledelapaix.org/IMG/pdf/Livrets_Sharp.pdf